# Paziak czarnosterny
Paziak czarnosterny, pazik czarnosterny (Lesbia victoriae) – gatunek małego ptaka z rodziny kolibrowatych (Trochilidae). Występuje w Ameryce Południowej, w górach Kolumbii, Ekwadoru i Peru. Nie jest zagrożony, choć człowiek zmienił wiele jego środowisk.

## Podgatunki i zasięg występowania
Wyróżnia się 3 podgatunki:
- Lesbia victoriae victoriae (Bourcier & Mulsant, 1846) – północno-środkowa i południowa Kolumbia, Ekwador
- Lesbia victoriae juliae (E. Hartert, 1899) – południowy Ekwador, północne i środkowe Peru
- Lesbia victoriae berlepschi (Hellmayr, 1915) – południowo-wschodnie Peru

## Morfologia
WyglądWystępuje dymorfizm płciowy. Samiec ma czarny i głęboko wcięty ogon, który może stanowić nawet ¾ długości jego ciała. Ogon samiczek krótszy, ale może stanowić połowę ich długości. Samiec ma brązową głowę w białe plamy, czysto białą plamkę za okiem. Boki ciała zielone, brzuch biały w brązowe plamki, pierś brązowa w białe. Od między nogami do pokryw podogonowych pióra pomarańczowobrązowe. Nogi i sterówki czarne. Samiczka ma biały spód ciała z wyraźnymi, zielonymi plamkami. Skrzydła brązowe, znacznie wystają za nasadę ogona.
Wymiary
- długość ciała: 14,9–26 cm (w tym ogon 11,2–18 cm)[7]
- masa ciała: około 5,1–5,3 g[7]

## Ekologia i zachowanie
BiotopObrzeża górskich lasów, zadrzewienia Polylepis, ogrody oraz formacje paramo i subparamo z luźno rosnącymi krzewami. Jest spotykany na wysokości 2600–4000 m n.p.m.
PożywienieNektar roślin zielnych, ale także nektar kwiatów drzew eukaliptusowych. W locie łapie także owady.
LęgiOkres lęgowy jest zmienny zależnie od podgatunku, najdłużej trwa okres październik – marzec. Gniazdo ma kształt czarki, zrobione z włókien roślinnych. Na zewnątrz obłożone mchem i porostami, umieszczone pod gałęzią, paprocią lub skałą. W lęgu składa tylko jedno jajo, inkubacja trwa 18–19 dni. Młode pozostają w gnieździe ok. 30 dni – stosunkowo długo jak na ptaka tej wielkości.
Tryb życiaOsiadły, lecz obserwuje się przemieszczanie na inne wysokości. Są związane z okresem kwitnienia roślin.

## Status
Międzynarodowa Unia Ochrony Przyrody (IUCN) uznaje paziaka czarnosternego za gatunek najmniejszej troski (LC – least concern) nieprzerwanie od 1988 roku. Liczebność populacji nie została oszacowana; w 1996 roku ptak ten opisywany był jako dość pospolity. Trend liczebności populacji oceniany jest jako spadkowy ze względu na utratę siedlisk leśnych.